# هفتهٔ ملی سواد رسانه‌ای
هفتهٔ ملی سواد رسانه‌ای (به انگلیسی: National Media Literacy Week) رویدادی سالانه در برخی کشورهاست که با هدف ترویج سواد رسانه‌ای، ارتقای مهارت‌های تحلیل و ارزیابی پیام‌های رسانه‌ای، و تشویق به استفادهٔ مسئولانه و خلاقانه از رسانه‌ها برگزار می‌شود. این هفته معمولاً با همکاری نهادهای آموزشی، کتابخانه‌ها، سازمان‌های مردم‌نهاد، رسانه‌ها و نهادهای بین‌المللی برگزار شده و شامل کارگاه‌ها، کمپین‌های آگاهی‌بخشی، مسابقات و برنامه‌های آموزشی برای گروه‌های سنی مختلف است.

## پیشینه
ایدهٔ برگزاری هفتهٔ ویژهٔ سواد رسانه‌ای در دههٔ ۲۰۰۰ میلادی در کشورهای مختلف شکل گرفت. در کانادا، «هفتهٔ ملی سواد رسانه‌ای» از سال ۲۰۰۶ به ابتکار سازمان MediaSmarts و انجمن کتابخانه‌های کانادا آغاز شد. در ایالات متحده، «هفتهٔ ملی سواد رسانه‌ای» با حمایت سازمان‌های غیردولتی و آموزشی مانند National Association for Media Literacy Education (NAMLE) برگزار می‌شود. در سال ۲۰۲۱، مجمع عمومی سازمان ملل متحد تصمیم گرفت «هفتهٔ جهانی سواد رسانه‌ای و اطلاعاتی» (Global MIL Week) را به‌طور رسمی گرامی بدارد که هر سال از ۲۴ تا ۳۱ اکتبر برگزار می‌شود.

## اهداف
- ارتقای توانایی شهروندان در تحلیل انتقادی پیام‌های رسانه‌ای و اطلاعاتی
- آموزش مهارت‌های جست‌وجو، ارزیابی و استفادهٔ اخلاقی از اطلاعات
- مقابله با اطلاعات نادرست و اخبار جعلی
- تشویق به تولید محتوای مسئولانه و خلاقانه
- افزایش آگاهی دربارهٔ حقوق دیجیتال و حریم خصوصی

## فعالیت‌ها
در طول این هفته، فعالیت‌های متنوعی برگزار می‌شود، از جمله:
- کارگاه‌های آموزشی برای دانش‌آموزان، معلمان و والدین
- کمپین‌های رسانه‌ای در شبکه‌های اجتماعی
- مسابقات تولید محتوای چندرسانه‌ای
- نشست‌های تخصصی و وبینارها با حضور کارشناسان
- نمایشگاه‌ها و برنامه‌های فرهنگی مرتبط با رسانه و اطلاعات

## نمونه‌های ملی
کانادا
برنامهٔ ملی با هماهنگی MediaSmarts و کتابخانه‌ها، مدارس و رسانه‌ها، با تمرکز بر موضوعات سالانه مانند «تفکر انتقادی در عصر دیجیتال» یا «مقابله با اخبار جعلی» برگزار می‌شود.
ایالات متحده
برگزارکنندهٔ اصلی NAMLE است و هر سال موضوعی خاص را محور برنامه‌ها قرار می‌دهد. فعالیت‌ها شامل وبینارها، منابع آموزشی رایگان و کمپین‌های آنلاین است.
استرالیا
برنامه‌های مشابه با همکاری کتابخانه‌ها، مدارس و سازمان‌های رسانه‌ای، با تمرکز بر آموزش مهارت‌های دیجیتال و سواد خبری.

## ایران
در ایران، هفتهٔ ملی سواد رسانه‌ای به‌عنوان یک رویداد رسمی و ثبت‌شده در تقویم ملی وجود ندارد. هرچند برخی نهادهای آموزشی، دانشگاه‌ها و سازمان‌های مردم‌نهاد به‌صورت پراکنده کارگاه‌ها یا همایش‌هایی با موضوع سواد رسانه‌ای برگزار می‌کنند، اما این فعالیت‌ها ذیل یک چارچوب ملی هماهنگ و با عنوان «هفتهٔ ملی» سازمان‌دهی نشده‌اند.

## اهمیت
با گسترش رسانه‌های دیجیتال و شبکه‌های اجتماعی، نیاز به ارتقای سواد رسانه‌ای بیش از پیش احساس می‌شود. هفتهٔ ملی یا جهانی سواد رسانه‌ای فرصتی برای جلب توجه عمومی، تبادل تجربه‌ها و تقویت همکاری بین نهادهای آموزشی، رسانه‌ای و مدنی است.